# Louise Slaughter
Dorothy Louise McIntosh Slaughter (Lynch, 14 agosto 1929 – Washington, 16 marzo 2018) è stata una politica statunitense, membro della Camera dei Rappresentanti per lo stato di New York dal 1987 al 2018.

## Biografia
Nata in Kentucky da una famiglia umile, Louise crebbe insieme ai fratelli Philip e David e alle sorelle Marjorie e Virginia. La morte di quest'ultima a causa di una polmonite spinse Louise a laurearsi in microbiologia. Dopo gli studi Louise venne assunta da un grande produttore chimico con l'incarico di effettuare ricerche di mercato. Durante uno dei suoi viaggi conobbe Robert Slaughter, che sposò poco tempo dopo, e insieme a lui si trasferì in un sobborgo di Rochester. Gli Slaughter ebbero poi tre figlie.
Qualche anno dopo Louise accettò un lavoro nello staff dell'allora segretario di stato di New York Mario Cuomo. Nel 1982 alcuni elettori democratici la convinsero a candidarsi all'Assemblea di Stato; Louise vinse e fu riconfermata per un secondo mandato nel 1984.
Nel 1986 decise di candidarsi alla Camera dei Rappresentanti, in particolare per il trentesimo distretto congressuale. Questo seggio era stato occupato per oltre vent'anni da un repubblicano moderato, per poi essere conquistato dal conservatore Fred J. Eckert nel 1985. La Slaughter sconfisse Eckert per un solo punto percentuale, diventando così la prima democratica a rappresentare il distretto dal 1910.
Nel 1992 il trentesimo distretto subì il fenomeno del redistricting, diventando cioè il ventottesimo distretto. Nel 2012 un nuovo redistricting portò la Slaughter a rappresentare il venticinquesimo distretto.
Il 16 marzo del 2018 Louise Slaughter morì all'età di 89 anni, per le conseguenze di un trauma cranico subito due giorni prima a seguito di una caduta nella sua abitazione. All'epoca della morte, la Slaughter era il membro più anziano del Congresso.
La Slaughter era una dei membri più liberali del Congresso e faceva parte del Congressional Progressive Caucus.